# Bill a disparu
 (février 2024).
Si vous disposez d'ouvrages ou d'articles de référence ou si vous connaissez des sites web de qualité traitant du thème abordé ici, merci de compléter l'article en donnant les références utiles à sa vérifiabilité et en les liant à la section « Notes et références ».
Bill a disparu est une histoire collective de la série Boule et Bill. Elle a été publiée pour la première fois dans le no 2173 du journal Spirou, paru en décembre 1979, à l'occasion des vingt ans de la série. Le canevas scénaristique a été écrit par André-Paul Duchâteau,, en collaboration avec Alain De Kuyssche,.